# 15-я церемония «Грэмми»
15-я церемония вручения премий «Грэмми» состоялась 3 марта 1973 года в Ryman Auditorium, Нэшвилл, Теннесси.

## Основная категория
- Запись года
  - Joel Dorn (продюсер) & Роберта Флэк за запись «The First Time Ever I Saw Your Face»

- Альбом года
  - Фил Спектор (продюсер), Джордж Харрисон, Эрик Клэптон, Боб Дилан, Билли Престон, Леон Расселл, Рави Шанкар, Ринго Старр и Клаус Форман за альбом «The Concert for Bangla Desh»

- Песня года
  - Ewan MacColl (автор) за песню «The First Time Ever I Saw Your Face» в исполнении Роберты Флэк

- Лучший новый исполнитель
  - America

## Поп

### Лучшее женское вокальное поп-исполнение
- Хелен Редди — «I am Woman»

### Лучшее мужское вокальное поп-исполнение
- Гарри Нилссон — «Without You»

## Кантри

### Лучшее женское вокальное кантри-исполнение
- Донна Фарго за песню «Happiest Girl in the Whole USA»

### Лучшее мужское вокальное кантри-исполнение
- Чарли Прайд за песню Charley Pride Sings Heart Songs

### Лучшее вокальное кантри исполнение дуэтом или группой
- The Statler Brothers за песню «Class of '57»

### Лучшее инструментальное кантри исполнение
- Charlie McCoy за песню Charlie McCoy/The Real McCoy

### Лучшая кантри-песня
- Ben Peters (автор) за песню «Kiss an Angel Good Mornin'» в исполнении Чарли Прайд